# Коул, Ребекка (баскетболистка)
Ребекка Коул (англ. Rebecca Cole; род. 19 марта 1992 года, Маунт-Уэверли, Виктория, Австралия) — австралийская профессиональная баскетболистка, которая играет в женской национальной баскетбольной лиге за клуб «Саутсайд Флайерз». Играет на позиции атакующего защитника. Чемпионка женской НБЛ (2020, 2024).
В составе национальной команды Австралии принимала участие на чемпионате мира среди девушек до 19 лет 2011 года в Чили, на котором австралийки заняли лишь четвёртое место. Она стала вторым по результативности игроком своей команды, набирая по 11,5 очков в среднем за игру.

## Ранние годы
Ребекка Коул родилась 19 марта 1992 года в городе Маунт-Уэверли (штат Виктория), южном пригороде Мельбурна.